# The Secret - Il segreto
The secret - Il segreto (The Secret) è una raccolta di interviste sul filone dell'auto-aiuto, pubblicata nel 2006 da Rhonda Byrne. Il libro si basa sul documentario The Secret.
L'opera, che si ispira ai principi del New Thought e in particolare al pensiero espresso da Wallace Wattles in La Scienza del diventare ricchi, propone la filosofia di vita di alcuni filosofi, manager, formatori e autori motivazionali anglosassoni di successo, per lo più statunitensi. Il nucleo centrale della filosofia divulgata, ovvero del "segreto", consiste nella cosiddetta "legge di attrazione", secondo la quale ogni essere umano può agire come un magnete in grado di attirare a sé tutte le situazioni e le cose materiali che pensa con sufficiente intensità, secondo il principio riassunto dal motto "chiedi-credi-ricevi".
La maggior parte delle interviste contenute in The Secret è stata realizzata durante il meeting biennale del Transformational Leadership Council (TLC), organizzazione fondata da Jack Canfield, i cui membri sono esperti di marketing che vantano carriere di successo come consulenti delle migliori 500 aziende statunitensi, secondo la rivista Fortune. Nella prima metà del 2007, negli Stati Uniti, il libro ha venduto quattro volte tanto rispetto a qualsiasi altro libro, permettendo a Rhonda Byrne di ottenere un posto nella classifica pubblicata dalla rivista Time, relativa alle 100 persone più influenti del mondo.
In Italia il libro è stato pubblicato nell'ottobre 2007 da Macroedizioni, che ha successivamente distribuito anche il DVD contenente la versione italiana del documentario.

## Influenze
La fonte principale delle teorie esposte in The Secret è costituita dalla filosofia e dai principi del movimento del New Thought, attivo negli Stati Uniti fin dalla fine del 1800: sebbene nel libro il Nuovo Pensiero non venga mai citato esplicitamente, la stessa Byrne ha indicato nel libretto La Scienza del diventare ricchi, opera di uno dei principali scrittori motivazionali del suddetto movimento, Wallace Wattles, la fonte primaria di ispirazione che l'ha portata a cambiare la propria vita e a concepire il progetto di The Secret.
Il libro ha riscosso pareri entusiasti da una parte del pubblico, ma anche forti critiche, soprattutto da parte di chi conosceva già tali principi, per la superficialità con cui affronta tematiche delicate e per il suo proporre l'uso delle leggi spirituali del New Thought a fini quasi esclusivamente materialistici banalizzandone l'essenza originaria che li vedeva parte di un sistema di credenze, e improntato a principi soprattutto di obiettivi di beni spirituali piuttosto che materiali.
Ad esempio i principi base del Cristianesimo condannano i desideri materiali fini a se stessi, parimenti il primo Buddismo orientale enunciava chiaramente che la sofferenza esistenziale alberga nella brama del possedere; invece sembra chiaro che la sua più grande fonte sia il Buddismo Nichiren in cui le pratiche a volte sono finalizzate anche al soddisfacimento di desideri materiali. Pertanto alcuni punti di The Secret sono diventati forte spunto di dibattito.. 

## Elenco di "maestri" contemporanei del segreto che appaiono nel libro
- Bob Proctor
- Joe Vitale
- John Assaraf
- John Demartini
- Denis Waitley
- Micheal Bernard Beckwith
- Bob Doyle
- Mike Dooley
- Lisa Nichols
- Bill Harris
- Fred Alan Wolf
- Marci Shimoff
- Jack Canfield
- James Ray
- David Schirmer
- John Gray
- Lee Brower
- Loral Langemeier
- Marie Diamond
- John Hagelin
- Ben Johnson
- Morris Goodman
- Hale Dwoskin

Esther Hicks figurava come personaggio centrale nella prima versione del film (marzo 2006) ma le sequenze che la riguardavano furono tagliate nell'edizione successiva (ottobre 2006) a causa di controversie contrattuali sorte tra i coniugi Hicks e lo staff di Rhonda Byrne.

## Elenco di autori della prima generazione del New Thought che vengono citati in The Secret
- Genevieve Behrend
- Robert Collier
- Charles Fillmore
- Charles Haanel
- Christian D. Larson
- Prentice Mulford
- Wallace Wattles
- Neville Goddard

## Critiche
Le affermazioni fatte da libro e film sono state contestate e criticate da alcuni recensori e lettori, sia nei media tradizionali sia sul web.
Altri sostengono che The Secret offra false speranze a chi ha bisogno vero di maggiore assistenza convenzionale nella propria vite: per esempio, nel 2007, Barbara Ehrenreich, un'autrice e critica sociale, ha ridicolizzato il suggerimento del libro per perdere peso che consisterebbe nel "non osservare" le persone in sovrappeso. Secondo la rivista Religion Dispatches, Byrne ha sostenuto che le catastrofi naturali colpiscono quelli "sulla stessa frequenza dell'evento", lasciando intendere che le vittime dello tsunami del 2004 avrebbero potuto evitarlo se avessero voluto. Nelle aziende in cui il DVD è stato usato per la formazione dei dipendenti, sia professionale sia motivazionale, alcuni hanno reagito percependo il corso come un indottrinamento da culto o setta.
Nel 2009, Ehrenreich ha pubblicato Bright-Sided: Come la Promozione incessante del pensiero positivo ha indebolito l'America, a mo' di risposta alla moda di libri del "pensiero positivo", come The Secret che vorrebbero propalare il concetto secondo cui basta limitarsi a cambiare i propri pensieri per ottenere tutto ciò che si vuole, idea, questa, definita delirante e anche pericolosa perché evita il confronto con le vere fonti dietro ai problemi. Inoltre, un simile schema mentale indurrebbe alla colpevolizzazione della vittima, e a una forma di fuga dalla realtà protopsicotica con meccanismi infantili di desiderio-appagamento. In realtà l'insegnamento di The Secret vorrebbe essere molto più vasto e articolato perché promuove l'idea che per cambiare la realtà in cui si vive è necessario prima di tutto cambiare i propri pensieri e, alla radice, le convinzioni che li hanno generati, emettendo così una frequenza diversa nell'Universo. Per quanto riguarda la colpevolizzazione della vittima, la tesi della Byrne è che ogni uomo è nato per essere felice, che egli merita di essere felice e che l'assunzione di responsabilità non implica affatto inutili sensi di colpa ma stimoli per reagire.
Ne "L'arte di non amareggiarsi la vita" (2013) lo psicologo cognitivo Rafael Santandreu critica duramente "The Secret", sostenendo che la sua idea di fondo (Se desidero molto una cosa, alla fine la otterrò) è falsa e nociva. Per realizzare i nostri obiettivi, secondo Santandreu, è meglio desiderare qualcosa in modo pacato, acquisire le competenze necessarie, lavorarci quanto basta e avere un po' di fortuna. Senza prendersela troppo se si fallisce.
Desiderare troppo, come proposto invece da "The Secret" è controproducente, perché spinge a diventare ossessivi (come succede per gli anoressici o i bulimici) e perennemente insoddisfatti, cioè infelici. Come già intuito da Buddha, Epicuro o Schopenhauer, il desiderio esagerato è la fonte di tutte le sofferenze.

## Influenza nei media
The Secret è stato parodiato, insieme a Scientology, in un episodio di IT Crowd. 
È stato anche parodiato nell'episodio de I Simpson Bart zero in condotta, in cui Bart Simpson dà alla sua insegnante un libro intitolato "The Answer", che dovrebbe cambiare la sua vita.